# Lenne, Niedersachsen
Lenne är en kommun och ort i Landkreis Holzminden i förbundslandet Niedersachsen i Tyskland.
Kommunen ingår i kommunalförbundet Samtgemeinde Eschershausen-Stadtoldendorf tillsammans med ytterligare tio kommuner.